# Days Gone Bye
«Días Pasados» —título original en inglés: «Days Gone Bye»— es el primer episodio de la serie de televisión The Walking Dead. Se transmitió en AMC en los Estados Unidos el 31 de octubre de 2010. El episodio fue escrito y dirigido por Frank Darabont, el creador de la serie. En este episodio, Rick Grimes, un ayudante de Sheriff en una pequeña ciudad en Georgia, despierta en un hospital abandonado de un coma después de ser gravemente herido. Dándose cuenta de que el mundo ha estado plagado por zombis, Rick decide ubicar su hogar donde están su esposa e hijo. Después de descubrir que Lori y su hijo están desaparecidos, luego se encuentra con otros sobrevivientes, refugiados en una casa de vecinos, quiénes le revelan que los Centros para el Control y Prevención de Enfermedades han establecido una zona de cuarentena en Atlanta, Georgia. Rick viaja a la ciudad con la esperanza de encontrar a su familia.
Robert Kirkman, el creador de la serie de cómics del mismo nombre, en un principio consideró la idea de crear un show de televisión basado en los cómics. Sin embargo, esas ideas nunca fueron realizadas por Kirkman. Frank Darabont luego expresó interés en desarrollar la serie para la televisión. En enero de 2010, AMC anunció que había ordenado un piloto para una posible serie adaptada de los cómics The Waking Dead. En el anuncio, los ejecutivos dijeron que Darabont sería escritor, director y productor ejecutivo para la serie junto a Gale Anne Hurd.
El rodaje para el piloto comenzó en mayo de 2010 en Atlanta, Georgia. "Day Gone Bye", fue promovido en gran medida después de los meses de su lanzamiento; como parte de una campaña publicitaria. El episodio se estrenó en 120 países en todo el mundo.
"Days Gone Bye" fue aclamado por los críticos de televisión, quienes expresaron que el episodio contenía cualidades cinematográficas. Varios críticos notaron comparaciones del episodio con el de Lost. En los Estados Unidos, la serie en su estreno llegó a los 5.35 millones de espectadores, haciendo el estreno de serie más visto en la historia de la señal. El episodio tuvo una cuota en pantalla de 2.7 en la franja de edad entre los 18 y 49 años.

## Trama

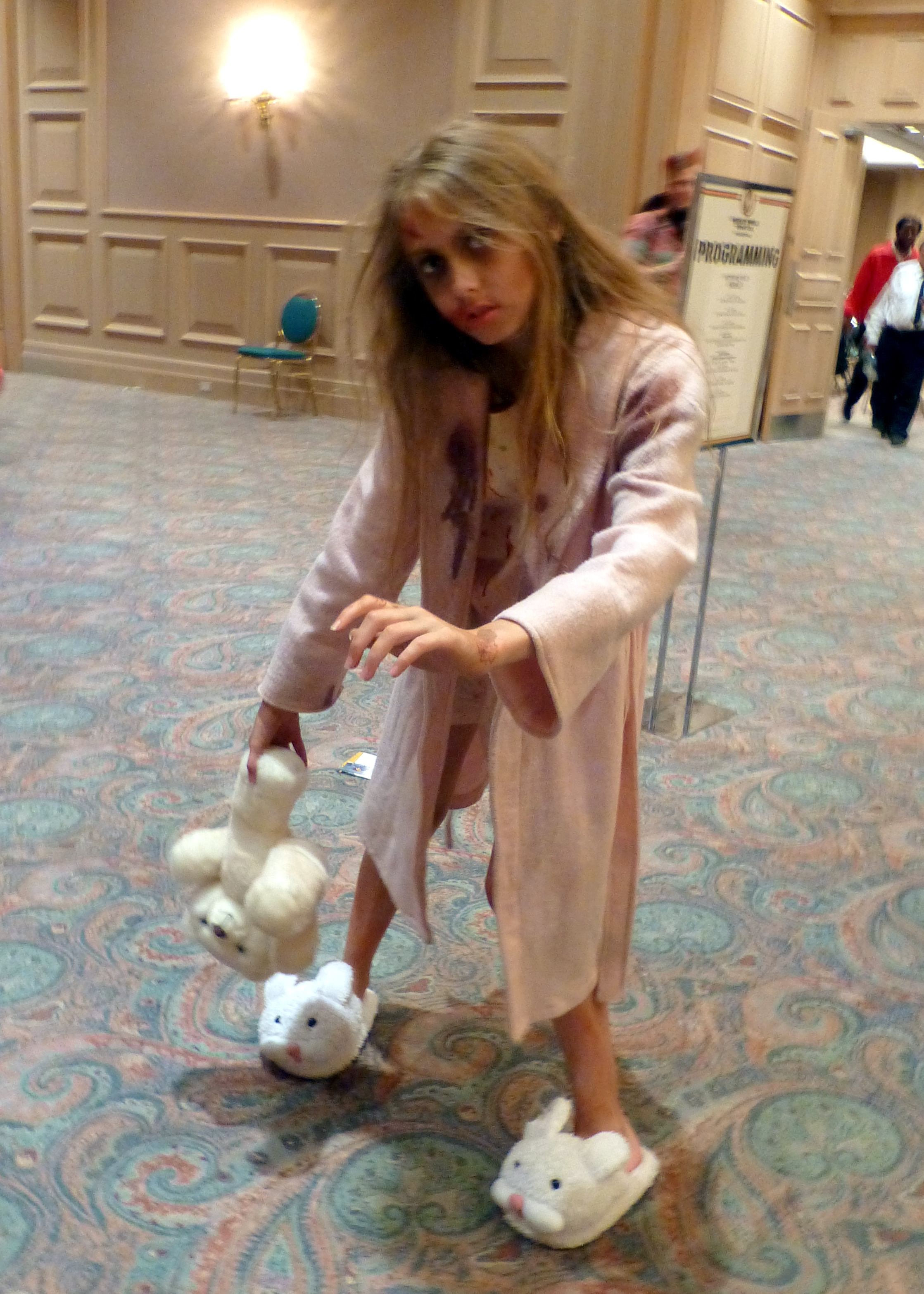
Cosplay de la niña que intenta atacar a Rick al comienzo del episodio.

El episodio se abre in medias res cuando el ex Sheriff Adjunto Rick Grimes (Andrew Lincoln) recoge el gas y los suministros en una tienda de conveniencia abandonada en Georgia en una carretera desierta. Ve entonces a una niña pequeña (Addy Miller), pero resulta ser una zombi. Cuando ella lo ataca, Rick le dispara en la cabeza.
Volviendo a varias semanas antes, detenidos en una hamburguesería mientras Rick y Shane Walsh (Jon Bernthal) realizaban su ronda diaria por el pueblo, Shane destacaba las diferencias existentes entre los hombres y las mujeres, y Rick le comentaba a su amigo acerca de las constantes peleas que tenía con su esposa Lori. Una llamada de radio los alerta acerca de una persecución que tenía lugar en una carretera cercana y los dos acuden de inmediato. Rick y Shane son reforzados por otros dos oficiales, y luego de que los dos primeros coloquen una barrera de clavos a través del camino, uno de ellos se exalta por la emoción del momento y le pregunta a Rick si serían capaces de salir en la televisión por la hazaña que estaban por realizar, a esto Rick le contesta con un regaño. Tras esperar un rato, el vehículo con los criminales se aproxima rápidamente y entonces observan como el mismo cruza por la barrera y sus ruedas explotan haciendo que el coche se vuelque. Rick se aproxima al auto sigilosamente en cuanto dos hombres emergen desde adentro del auto y uno de ellos le dispara, dándole en el pecho y tirándolo al suelo. Rick se salva debido a su chaleco antibalas, mientras los otros oficiales empiezan un tiroteo contra los bandidos y los aniquilan. Shane corre a ayudar a Rick y entonces este último, muy impactado por el acontecimiento, le pide que no le cuente a Lori (Sarah Wayne Callies) su esposa, lo que le había sucedido. Justo en ese momento, un tercer bandido emerge del vehículo y le dispara a Rick donde el chaleco antibalas no lo protege y éste cae al suelo y comienza a desangrarse. Shane aniquila al tercer bandido, después va a intentar ayudar a Rick; y entonces la pantalla se vuelve blanca y vemos a Rick en coma en la cama de un hospital y a Shane llevándole flores y hablándole vagamente. Más tarde, recupera la conciencia en un hospital abandonado cerca de su casa. Afuera, Rick abre la puerta y ve una camilla bloqueando la entrada a su habitación. Al salir de su habitación encuentra el hospital completamente abandonado y tenebroso y, mientras avanza por los pasillos, escucha unos extraños gruñidos. Llega hasta la enfermería para tratar de usar el teléfono pero la línea estaba cortada, entonces este va caminando por los pasillos hasta que descubre una puerta cerrada con una cadena y candado junto a un cartel que dice: "no abrir, muertos adentro". Rick nota con horror como una mano putrefacta sale por un bosquejo de la puerta y entonces retrocede rápidamente saliendo por la parte trasera del hospital, donde encuentra varios cadáveres putrefactos envueltos en sábanas y apilados por todo el patio, tras pasar aquel cementerio, Rick sube por una pequeña colina en las afueras del hospital, en busca de helicóptero, encontrándolo todo destrozado y con rastros de sangre. Mientras camina confundido, Rick encuentra una bicicleta abandonada y decide tomarla para ir a su casa. En ese momento, una mujer zombificada, que arrastra su cuerpo con el torso partido sin piernas hacia él, se le acerca gimiendo y arrastrándose patéticamente para intentar agarrarlo. Rick la ignora y toma la bicicleta y escapa rápidamente regresa a su casa, descubriendo que su familia huyó hace mucho tiempo. Al entrar descubre que la misma está abandonada. Llama a su esposa y a su hijo, pero nadie contesta, entonces sale afuera y ve a alguien acercarse a lo lejos. Le grita buscando ayuda y entonces desde atrás alguien golpea a Rick con una pala y éste cae al suelo inconsciente. Un afroamericano aparece en ese momento y le dispara en la cabeza al hombre al que Rick había llamando y entonces Rick muy confundido pronuncia el nombre de su hijo y se desmaya. El hombre se llama Morgan Jones (Lennie James) y su hijo Duane (Adrian Kali Turner), y explican el apocalipsis zombi que ocurrió mientras Rick estaba en una coma. Morgan advierte que la única forma de detener a los zombis es destruir el cerebro. Rick decide dirigirse a Atlanta donde se rumorea que existe un campo de refugiados, aunque Morgan preferiría quedarse atrás. Rick divide el alijo de armas y suministros de la estación de policía con Morgan y promete mantenerse en contacto con un walkie-talkie. Morgan y Duane vuelven a su casa, y Morgan dispara contra los zombis reunidos afuera, pero no puede dispararle a la que había sido su esposa.
Rick sale de la ciudad con el objetivo de encontra a su esposa e hijo (Lori y Carl), Rick se detiene junto al zombi hembra sin piernas. Se disculpa por lo que le sucedió y le dispara. Más tarde, se ve obligado a abandonar su automóvil cuando se queda sin gasolina, continuando el resto del camino a caballo. Cuando escucha a Morgan al día siguiente, su señal es captada por un campamento de supervivientes donde Shane, la esposa de Rick Lori (Sarah Wayne Callies), y su hijo Carl (Chandler Riggs) están a salvo. Sin darse cuenta de que es Rick en la otra línea, pierden la señal de radio antes de que puedan advertirle de los peligros en Atlanta, en la ciudad aparentemente vacía, Rick sigue cabalgando y se encuentra un punto de control con varios zombis y armas del ejército de los estados unidos y varias Browning M2 luego un supuesto Bell UH-1 sobrevuela la ciudad y lo sigue hasta una gran horda de infectados. Lo atacan a él y a su caballo, lo obligan a soltar su bolsa de armas y gatear debajo de un tanque, un M1A2 Abrams y mientras lo siguen debajo de él, Rick contempla el suicidio una fracción de segundo antes de notar una trampilla para refugiarse en el vehículo. Después de dispararle a un caminante adentro, oye una voz desde la radio del tanque preguntar sarcásticamente si está cómodo, antes de que la escena salga con una vista desde arriba de Atlanta invadida por los caminantes.

## Producción

### Concepto
Robert Kirkman, quien creó los cómics en 2003, dijo que había considerado la idea de una serie de televisión, pero nunca lo realizó. Cuando Frank Darabont se interesó en adaptar los cómics a la televisión, Kirkman dijo que fue "muy halagador" y dijo que "a él definitivamente le importa por el material original, y te puedes dar cuenta de eso en la forma en que lo está adaptando". En su entrevista, Kirkman exclamó que era "una validación extrema del trabajo," y continuó expresando que "nunca en un millón de años hubiese podido pensar que, si Walking Dead fuese adaptado, todo iría así de bien".
The Walking Dead tiene elementos de la película de George A. Romero, La noche de los muertos vivientes (1968). Darabont admitió ser fan de la película desde que tenía catorce años. Insistió en que la película tiene una "vibra extraña". Continuó: "me encantó inmediatamente". Darabont recuerda entrar a una tienda de cómics en Burbank, California y ver The Walking Dead en un estante en 2005.
Darabont describió el proceso del desarrollo de la serie y tratar de colocarla en un canal como "cuatro años de frustración." Primero inició un acuerdo con NBC para poseer los derechos de autor de The Walking Dead, pero luego fue rechazado. "Estaban muy emocionados por la idea de hacer un programa de zombies hasta que les di un guion donde los zombies de hecho hacían cosas de zombie" comento. Darabont acredita a Gale Anne Hurd con finalmente obtener la serie en AMC. "Gale fue tremendamente decisivo para saltar al punto donde se sentía que se estaba languideciendo," dijo. "Me habían rechazado varias veces, pero no importa lo que estás tratando de vender en Hollywood, eres Willy Loman y es la Muerte de un Vendedor. Estás afuera tratando de vender porquería que nadie quiere. Incluso sí es una porquería". 
Hurd recordó que había oído del cómics anteriormente, y al leerlo, sintió que sería genial para una película. Dijo: "Cuando comencé a leer el libro, pensé, 'Esto sería de una gran película', y estaba equivocada. Es mucho mejor en una serie de televisión. Avanzando rápido, sabía que Frank la había desarrollado para NBC, lo que me parecía extraño para esto. Luego escuché que no sería en NBC así que hablé con Frank". El 20 de enero de 2010; AMC anunció que había ordenado un piloto para una posible serie adaptada de los cómics de The Walking Dead, con Darabont y Hurd como productores ejecutivos; el primero escribió el guion y dirigió el episodio. La serie fue pre-ordenada basada en la fuerza del material de origen, los guiones de televisión, y la participación de Darabont.

### Guion
Darabont escribió un guion de 60 páginas para "Days Gone Bye". Su guion inicial para el episodio se dividió a la mitad, haciéndolo entre dos episodios. Darabont explicó que hizo esto para "frenar la narrativa y saber más sobre los personajes. Realmente quieres arrastrar a estos personajes a la ecuación". Darabont sintió que las maniobras visuales aumentarían la atmósfera surrealista de una escena. Tras leer el guion, Kirkman pensó que los productores eran consistentes con su cómic, agregando quizás mejorarían su trabajo inicial. "Leer ese piloto fue solo una revelación. Es extremadamente fiel. Hay cosas que se parecen tanto al cómic. Definitivamente está siendo más fiel de lo que esperaba, y todo lo que él está cambiando es brillante. No podría estar más feliz. Creo que a los admiradores del libro les encantará".

### Reparto
Poco después de iniciar el rodaje para "Days Gone Bye", había una gran demanda para extras como zombis. En una entrevista con MTV News, Greg Nicotero de efectos especiales, dijo que mientras todos eran bienvenidos para la audición, los productores del show estaban buscando personas específicamente qué poseyeran altura y características finas. Elegir para extras tomó aproximadamente tres días. Una vez aceptados, los extras serían enviados a la "escuela de zombies" por entrenamiento y prepararse para grabar. Nicotero dijo que "fue interesante porque inicialmente pensé mi experiencia con películas de zombies y es que te dejan hacer lo que quieren. George [Romero] siempre dijo, 'Le muestras a 50 personas un movimiento, luego tienes a 50 personas haciendo lo mismo'. Así que simplemente los pusimos en línea y dijimos, 'Veamos cómo se vería sus movimientos de zombie', y luego lo hicieron y nosotros dijimos, 'Intenta esto o aquello'." Junto a Darabont, Nicotero había trabajado con Romero en varias ocasiones, y miró en la estructura de los zombis en sus películas por inspiración. "no es que esté en contra de los [zombies rápidos]. Simplemente no es con lo que crecí. Es interesante también, porque un par de tomas que hicimos, donde un par de zombies de alguna manera corrienron, y después de una toma Frank dijo, '¿Corrieron muy rápido? No deberían estar corriendo, deténlos.' Esto es tratar de ser espeluznante y, estás construyendo todo este tipo de tensión miedosa."
En abril de 2010, The Hollywood Reporter reveló que Jon Bernthal y Andrew Lincoln fueron accedidos por los productores a estar en el elenco principal de la serie. Bernthal fue interpretado como Shane Walsh, mientras que Lincoln proporcionó el papel de Rick Grimes, el personaje central de The Walking Dead. Mientras que Hurd no esperaba elegir a Lincoln, Kirkman estaba extasiado con la actuación de Lincoln, evaluándolo como un "descubrimiento sorprendente". En su entrevista con Dread Central, Kirkman agregó que "escribir a Rick Grimes mes tras mes en el cómic, no tenía idea que estaba en la vida real, respirando como un humano, y aquí está. No podría estar más emocionado con cómo este show está quedando." Aunque quedó sorprendido al principio al escuchar de The Walking Dead, Lincoln pensó que el guion del episodio estaba muy bien escrito. "Lo leí y pensé que estaba bien escrito, y me puse en la escena. No sabía quién estaba involucrado en este punto." El día siguiente, su agente lo llamó por el desarrollo del piloto. Lincoln describió el momento como "algo así como una lista de sueños." Luego se comunicó con Darabont por Skype. "Hablamos cerca de 40 minutos sobre sus ideas para el proyecto, sobre lo que le gustaba sobre el episodio uno y luego preguntó si iría a probar". Lincoln voló al hogar de Darabont, donde vio "Days Gone Bye" en su garaje. Opinó que era "brillante" y "muy íntimo".
Bernthal estaba muy cómodo con su personaje en el set. "El segundo en que abrió su boca y comenzó a leer la escena, sabía que era él," dijo. "No había duda. Vi a Frank y lo sabía. Él es el hombre. Es un actor maravilloso, y será genial en su papel." Bernthal admitió que no tenía conocimiento previo de los cómics de The Walking Dead. Recordó que reaccionó tan "orgánicamente" al guion que "no quería ser coloreado por nadie más. Cuando leí el cómic, estaba sorprendido. No me voy a sentar aquí y arrepentirme. Una de las mejores cosas sobre hacer televisión contra el cine, es sorprenderte a ti mismo." Bernthal sintió que el guion opacaba a otros más. "Era temporada de pilotos, y leí todo lo que estaba por ahí. Todavía recuerdo el día que tuve este guion. le dije a mi agente que estaría encantado de ser un extra en esto, es tan bueno. Acabó con los otros."

### Filmación

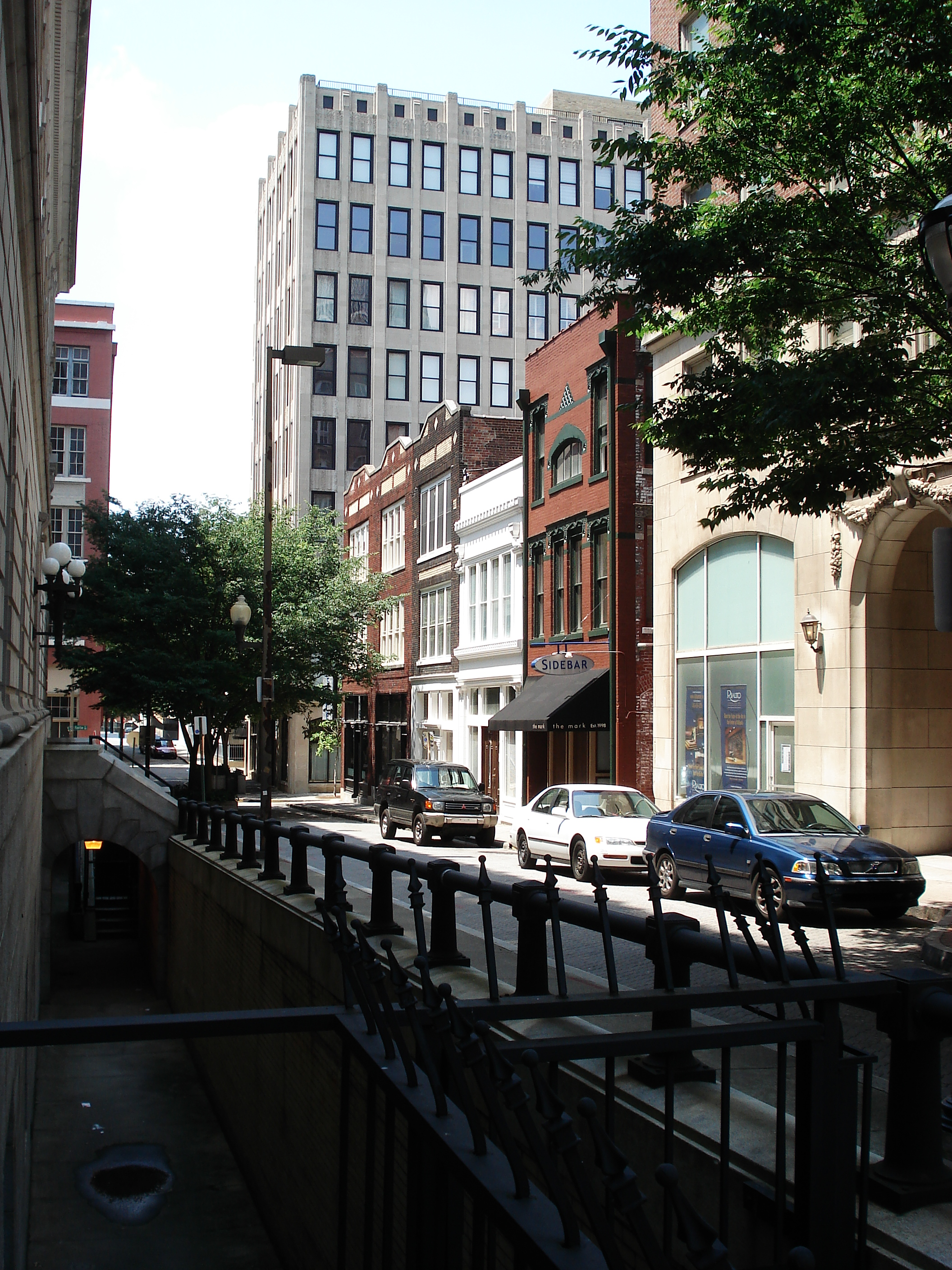
El rodaje para el episodio tomó lugar en su mayoría en el distrito Fairlie-Poplar en Atlanta.

Los productores de The Walking Dead eligieron filmar en Atlanta, Georgia, por su proximidad geográfica a Cynthiana, Kentucky, la ciudad natal de Kirkman y el establecimiento de la primera edición de sus cómics. "Al comienzo, hablaron de cómo las personas de los estados vecinos irían a ciudades más grandes y así podrían fortalecerlas y proteger la población." Kirkman consideró otras ciudades, particularmente, Nueva York, Miami y Chicago. Hurd tenía experiencia anterior de filmar en Atlanta, al haber filmado anteriormente Lifetime. Darabont sintió que Atlanta ofrecía lo esencial que deseaba para el show: "Atlanta y Georgia nos está probando ser brillante para nosotros en términos de lo que tiene para ofrecer, en términos de lo que la historia necesitaba, en términos de la variedad de ubicaciones - realmente es un lugar fantástico para filmar." Antes de filmar, Kirkman hizo una gira con Darabont alrededor del distrito central de negocios de la ciudad. Dijo, "Me etiqueté en una ubicación - explorándola, y fue divertido - mirar a Frank Darabont caminar por las calles de Atlanta como sí fuera propietario de la ciudad, atreverse a que los autos lo golpeen. Fue muy divertido." Darabont se aventuró en el medio de una calle para obtener una foto perfecta, a pesar de ser ajeno al tráfico.
El clima de Atlanta fue citado como un problema potencial que podría dificultar la producción. Darabont recordó que le resultaba difícil adaptarse al calor sofocante, agregando que "nunca había tenido la ropa pegada así en mi vida." Lincoln respondió que "se estaba convirtiendo en una broma que las personas lleguen al set listos para el día y luego sean maltratadas y golpeadas por el clima." A pesar de tales afirmaciones, opinó que le agregó al episodio una emoción general. "Hay mucho sudor duro ganado en la cámara. No es cómodo y no es agradable, pero es como te lo imaginarías tratando de sobrevivir a este mundo."
El rodaje para "Days Gone Bye" tomó lugar en la ciudad el 15 de mayo de 2010, después que AMC ordenó oficialmente la producción de seis episodios para la serie. La filmografía para el episodio tuvo lugar en un período de dos meses, terminando a principios de julio de 2010. Las ubicaciones de filmación fueron establecidas en varias áreas en el distrito central de negocios, particularmente el Distrito Fairlie-Poplar. El estreno de temporada fue filmado completamente en un formato anamórfico de 16 mm de cinta. David Tattersall fue el director de fotografía para el piloto, mientras que el diseño de producción del episodio fue por Greg Melton y Alex Hajdu. El equipo de efectos incluía a Gregory Nicotero, el coordinador de efectos especiales Darrell Pritchett, y los supervisores de efectos visuales Sam Nicholson y Jason Sperling.
Las imágenes generadas por computadora fueron utilizadas en gran parte en "Days Gone Bye", particularmente en una secuencia en la que Rick se encuentra con el caminante sin piernas. "La mujer llevaba básicamente medias azules y luego fue todo limpiado", articuló Robert Kirkman. Kirkman sintió que Stargate Studios, que fue elegido por los productores a editar el piloto, hizo un trabajo espléndido. Dijo: "Hay un plano en que Rick está cabalgando en el caballo y su sombrero de hecho voló, y realmente les gustó esa toma, así que hicieron que Stargate colocara digitalmente el sombrero en su cabeza."

## Temas
El romance es un tema fundamental en "Days Gone Bye". Después de regresar del hospital, Rick Grimes, sin éxito, busca señales de su familia. Determinado a encontrarse con su familia, Grimes viaja a Atlanta, que se considera un refugio ya que es la ubicación aproximada de los Centros para el Control y Prevención de Enfermedades. Recoge una transmisión en un campamento, de lo que algunos supervivientes están su esposa Lori, su hijo Carl, y el oficial Shane Walsh. Robert Kirkman dijo sobre la historia en desarrollo:
Bueno, no sabía cuánto tiempo el cómic duraría. Esperaba que sería un éxito y sobreviviera durante años y años. Pero en ese momento en mi carrera, era muy temprano, había tenido un montón de libros cancelados, solo por las bajas ventas. Así que en el libro, movería historias pasadas rápidamente. Hice este triángulo de amor y resolví la historia y seguí adelante con los primeros cómics. Pero hay mucha potencial de historia all´. Una de las cosas que la serie de televisión tiene permitido hacer, es mirar al cómic y decir, 'Esto sería probablemente algo que podríamos explorar más.' Y eso es lo que vamos a hacer. Así que veremos más del triángulo amoroso de Lori, Shane y Rick.
El episodio contiene una escena en que Grimes recupera la conciencia de un coma en un hospital abandonado. Confundido y molesto, investiga el paradero de la zona. La secuencia es una reminiscencia de las películas The Day of the Triffids (1962) y 28 Days Later (2002). Kirkman insistió en que las similitudes especialmente con 28 Days Later fue una coincidencia. "Vi 28 Days Later poco después de que la primera edición de Walking Dead fuera lanzada, afirme: "La primera edición salió en octubre de 2003 y 28 Days Later fue lanzada en Estados Unidos en junio de 2003. Así que estábamos trabajando en nuestra primera edición para el momento en que lo vimos. Iba a ser una cuestión de tratar de proseguir con la primera edición completa, debido al estado de coma. Hice una decisión - que casi lamento en este momento - dije, '¿Sabes? Es tan diferente [desde ese momento], que probablemente nunca escuche nada de esto.' Y estaba equivocado".

## Recepción

### Reacción
Varios ejecutivos y productores de la serie dieron respuestas como resultado del éxito del programa. Charlie Collier, el presidente de AMC; dijo que era «un buen día para estar muerto. Estamos tan orgullosos de la serie, la profundidad de la narración y el notable talento adjunto. A medida que el canal se dedicó a traer espectadores de las mejores historias en televisión, estamos tan contentos de tener la oportunidad con The Walking Dead de elevar el nivel dentro de este género popular y continuar nuestro compromiso de albergar la televisión prémium en el cable básico». El Vicepresidente Joel Stillerman, describió que buena parte de su éxito vino de la narración presentada en el episodio: «The Walking Dead es esa extraña pieza de programación que trabaja en tantos niveles. Es legítimamente genial la narración que no solo es entretenida, sino estimulante también. Las personas que están familiarizadas con los cómics saben lo que vendrá, pero basta con decir que esto solo es el comienzo de un viaje largo, intenso y potente. Larga vida a The Walking Dead».

### Audiencia
"Days Gone Bye" fue transmitido el 31 de octubre de 2010 en los Estados Unidos en AMC. Una vez al aire, el episodio alcanzó a los 5.35 millones de espectadores, haciéndolo el estreno de serie más visto en la historia de la red. Obtuvo una clasificación de 2.7 en la franja de edad de 18 a 49 años, que se traduce a 3.6 millones de espectadores de acuerdo a la puntuación Nielsen. Posteriormente, alcanzó la clasificación más alta en el grupo demográfico de 18 a 49 años entre los programas de televisión de cable ese año. Seguido de dos retransmisiones, la audiencia total culminó en 8.1 millones. "Days Gone Bye se convirtió en la transmisión por cable de mayor audiencia del día.
Es el tercer episodio más visto de la primera temporada de The Walking Dead, obteniendo menos que
"Wildfire" (5.56 millones) y "TS-19" (5.97 millones).
"Days Gone Bye" hizo un éxito similar en mercados europeos. Debutó en 120 países en 33 idiomas. En Reino Unido, el episodio adquirió 579,000 espectadores con un estimado de 315,000 procedentes de la demográfica de 18-49. Se convirtió en la transmisión televisiva más vista de FX de la semana el 5 de noviembre. El estreno terrestre (incluyendo Irlanda y Escocia) salió al aire en Channel 5 el 10 de abril de 2011, obteniendo 1.5 millones de espectadores. En Italia, "Days Gone Bye", se convirtió en la transmisión por televisión con mayor audiencia de la noche, llevando a 360,000 espectadores. En España, el episodio de estreno tuvo un 10.2% en el mercado de televisión, obteniendo 105 000 espectadores. Se convirtió en el estreno de serie de mayor audiencia de FOX ese año. El episodio tuvo éxito en los mercados asiáticos. En Corea del Sur, el episodio tuvo 57 000 espectadores. En el Sudeste Asiático, la audiencia total fue de 380 000 espectadores. "Days Gone Bye" vio grandes cifras en Singapur y las Filipinas.
"Days Gone Bye" logró calificaciones sustanciales en el grupo demográfico de 18 a 49 años en varios países de América Latina. En Argentina, el piloto alcanzó una calificación de 3.5 en la franja entre comprendida entre los 18 y 49 años. Obtuvo una puntuación de 2.1 en Colombia y Perú.

### Respuesta crítica
«Days Gone Bye» fue aclamado por la crítica por los comentaristas de la televisión sobre el lanzamiento. Sebastián Liver de Der Tagesspiegel insistió en que el episodio fue «establecido en normas nuevas, y elaborado que ilumina incluso en sus momentos tímidos». Mike Ryan de Vanity Fair reflejó sentimientos paralelos, llamándolo el «mejor espectáculo televisivo del año». Ryan sintió que la serie podría ampliar el púnlico del género de terror, como también atraer nuevos fanes. Scott Meslow afirmó que The Walking Dead fue «oscuro, inteligente, y tan inflexible como cualquier otro dama de AMC».
Gail Pennington elogió a "Days Gone Bye" como «realmente aterrador». Pennington elogió el desarrollo del personaje en el episodio, diciendo que Darabont «encuentra tiempo para la tragedia humana de la situación». Mark Perigard, le dio una «A-», diciendo que fue un «thriller de suspenso». Nancy deWolf Smith de The Wall Street Journal sintió que "Days Gone Bye" contenía una calidad cinematográfica, «El piloto es demasiado bueno que ha enganchado a una odiadora de zombies como yo». Steve West de Cinema Blend elogió el episodio, llamándolo, «el mejor piloto desde la presentación de Lost». Leonard Pierce de The A.V. Club le dio al episodio un grado «A-», y lo describió como un «debut sorprendente».
Matthew Gilbert de The Boston Globe dijo que la entrega fue «totalmente dinámica y atractiva. The Walking Dead es una historia humana prometedora construida sobre un mar de cadáveres». Liz Kelly y Jen Chaney de The Washington Post redactó positivamente al estreno de la serie, diciendo que es un «show escalofriante», y exclamando que tuvo un «buen sentido real que el mundo puede volverse loco, y que se quede de esa manera para siempre». Josh Jackson de Paste le dio al episodio una puntuación de 8.8 de 10. Jackson elogió los momentos finales del episodio, describiéndolo como «épico». Eric Goldman de IGN le dio al episodio nueve de diez, significando una puntuación «sorprendente». Jeff Jensen de Entertainment Weekly evalió el piloto como intenso, y sintió que lo llevó por encima de las expectativas. Agregó que fue un «clásico instantáneo». Dan Snierson se puso de acuerdo con la opinión de Jensen, complementando al show por su imprevisibilidad.
James Poniewozik de Time reaccionó positivamente al episodio. Brian Lowry de Variety dijo que "Days Gone Bye" fue «sorprendentemente fresca». Linda Stasi de New York Post le dio tres de cuatro estrellas, diciendo, «Los zombies son realmente aterradores y repugnantes. Los sobrevivientes son personajes fantásticos, y la sangre es suficiente para cualquier loco de amor».
Los críticos estaban sorprendidos por la actuación de Andrew Lincoln. A pesar de citar que la entrega de su acento era «sospechoso», Pierce alabó la actuación de Lincoln: «Su lenguaje corporal y expresión son totalmente diferentes ahora de lo que hemos visto de él anteriormente», mientras que Goldman dijo que Lincoln encajaba al personaje muy bien: «durante gran parte del piloto, está por su cuenta y transmite una gran cantidad de emociones creíbles, mientras Rick trata de procesar lo que está viendo». Tim Goodman de The Hollywood Reporter sintió que la actuación de Lincoln era una desventaja en el episodio.

### Distinciones
El episodio recibió tres nominaciones a los Premios Creative Arts Emmy para los Premios Emmy número 63, por Mejor edición de sonido para una serie de televisión y Mejor efectos especiales para una serie de televisión, y ganó por Mejor Maquillaje Protésico para una serie de televisión, miniserie, película o especial.